# Que la Fuerza te acompañe
Que la Fuerza te acompañe (en inglés May the Force be with you) es una frase utilizada por los personajes del universo de ficción de Star Wars, creado por George Lucas.
Era una frase para desear suerte, generalmente cuando los individuos separaban sus caminos, o uno de ellos se disponía a enfrentarse a un desafío inminente. La frase implicaba que el hablante deseaba que el poder de la Fuerza estuviera trabajando junto a la persona en cuestión para que sus objetivos fueran conseguidos con mayor eficacia.
Se sabe que primero fue utilizada como una manera formal de decir adiós y buena suerte entre los Jedi, y miembros del Alto Consejo Jedi, a menudo dicha después de asignar una misión a los Caballeros Jedi. Tras la Gran Purga Jedi fue adoptada, incluso entre los que no eran Jedi, como una manera de dar buena suerte y esperanza antes de la batalla, como demostración de la lucha en contra del Imperio Galáctico y de la admiración por la Orden Jedi después de su fallido intento por sobrevivir a las corruptas fuerzas del emperador.

## Utilización
- El Maestro Jedi Obi-Wan Kenobi es conocido por haber usado una variación de esta frase diciendo a Luke Skywalker "La Fuerza estará ya contigo. Siempre" poco después de haberse unido a la Fuerza y que Luke Skywalker acertara un disparo de dos torpedos de protones dentro de un escape de la primera Estrella de la Muerte, destruyéndola por completo. Anakin también la usó diciendo Que la Fuerza te acompañe a Obi-Wan mientras este estaba a punto de partir hacia la misión en la Batalla de Utapau.

- A pesar de no ser un firme creyente en la Fuerza, Han Solo, antes de abandonar Yavin IV, le dijo a Luke Skywalker Que la Fuerza te acompañe como una manera de decir buena suerte.

- Otra frase similar es la que usa Darth Vader en Bespin para saludar a Luke Skywalker diciendo La Fuerza está contigo, joven Skywalker, expresando, quizás, reconocimiento y estimación del valor y de la fuerza del enemigo.

- Además, la frase fue utilizada por el almirante Ackbar justo antes de la misión para destruir la segunda Estrella de la Muerte. Para ser precisos, Ackbar, quien personalmente dirigía la misión, dijo: Que la Fuerza "nos" acompañe.

- En la Trilogía de Precuelas, Qui Gon Jinn se la dice a un joven Anakin Skywalker antes de empezar la carrera de vainas que le valdrá la libertad. También, Anakin despide a su maestro Obi Wan con esta frase, siendo la última vez que se ven antes de que Anakin se convierta en Darth Vader.

- En Star Wars: Episodio VII - El despertar de la Fuerza, la General de la Resistencia Leia Organa Solo, se despide de Rey cuando esta va a partir a Ahch-to para aprender los caminos de la Fuerza por el Último Jedi, Luke Skywalker, ella le menciona la frase "Rey, Que la Fuerza te Acompañe", para desearle el bien a Rey.

## Curiosidades
- La expresión ha alcanzado un lugar en la cultura popular gracias al éxito de las películas. Recientemente se ubicó en la 8.ª posición en la Lista de las mejores 100 frases de películas de todos los tiempos.[1] *Una variación -Que la suerte te acompañe- fue utilizada como eslogan del sorteo de Lotería de Navidad de 2010[2]

- Algunos pueden creer que, como la Fuerza existe entre todos los seres vivientes en cualquier caso, la frase refleja un malentendido sobre su naturaleza. De hecho, la frase implica un deseo de que la Fuerza trabaje junto a ti, para que tus metas sean completadas con mayor eficacia. El Maestro Jedi Obi-Wan Kenobi una vez utilizó una forma de expresar más un recordatorio que un deseo: La Fuerza estará contigo, siempre estableciendo que Luke tendría éxito, pues estaba trabajando junto al poder de la Fuerza.

- La frase misma se tomó del catolicismo, que utiliza la frase Que el Señor esté contigo a lo que se suele responder: Y contigo, excepto en algunos casos como en la Confirmación, que se responde Y con tu espíritu".

- Algunos fanes celebran el 4 de mayo como el Día de Star Wars, parafraseando la frase en inglés: May the Force be with you como: May the fourth be with you ("Que el cuatro de mayo te acompañe").

- En Antiguo coreliano la frase se dice Mahn uhl Fharth bey ihn valle.

## Apariciones
- Star Wars: Episode I - The Phantom Menace
- Star Wars: Episode II - Attack of the Clones
- Star Wars: Episode III - Revenge of the Sith
- Star Wars Dark Times 6: Parallels, Part 1
- Star Wars Journal: The Fight for Justice
- Star Wars: Episode IV - A New Hope (primera vez)
- One Last Night in the Mos Eisley Cantina: The Tale of the Wolfman and the Lamproid
- Star Wars: Episode V - The Empire Strikes Back
- Star Wars: Episode VI - Return of the Jedi
- Tatooine Ghost
- Antes de la Tormenta
- Star Wars: Episode VII - The Force Awakens
- Rogue One: A Star Wars Story